# Cesare Pinarello
Cesare Pinarello (Treviso, 5 de octubre de 1932-Treviso, 2 de agosto de 2012) fue un deportista italiano que compitió en ciclismo en la modalidad de pista, especialista en las pruebas de velocidad individual y tándem.
Participó en dos Juegos Olímpicos de Verano, en la prueba de tándem, obteniendo una medalla de bronce en cada edición, en Helsinki 1952 haciendo pareja con Antonio Maspes y en Melbourne 1956 con Giuseppe Ogna.
Ganó dos medallas en el Campeonato Mundial de Ciclismo en Pista, plata en 1953 y bronce en 1955.

## Medallero internacional
| Juegos Olímpicos   | Juegos Olímpicos      | Juegos Olímpicos  | Juegos Olímpicos         |
| Año                | Lugar                 | Medalla           | Competición              |
| ------------------ | --------------------- | ----------------- | ------------------------ |
| 1952               | Helsinki (Finlandia)  | Medalla de bronce | Tándem                   |
| 1956               | Melbourne (Australia) | Medalla de bronce | Tándem                   |
| Campeonato Mundial |                       |                   |                          |
| Año                | Lugar                 | Medalla           | Competición              |
| 1953               | Zúrich (Suiza)        | Medalla de plata  | Velocidad individual (A) |
| 1955               | Milán (Italia)        | Medalla de bronce | Velocidad individual (A) |